# 第51回全国高等学校サッカー選手権大会
第51回全国高等学校サッカー選手権大会（だい51かいぜんこくこうとうがっこうサッカーせんしゅけんたいかい）は、1973年1月に行われた、全国高等学校サッカー選手権大会。

## 概要
- キャッチフレーズ 「いま、君がこのボールをけるのだ!」。

### 日程
- 1回戦　1月3日
- 2回戦　1月4日
- 準々決勝　1月5日
- 準決勝　1月6日
- 3位決定戦・決勝　1月7日

### 使用会場
- 長居陸上競技場（1回戦～決勝）
- 靱蹴球場（1回戦～2回戦）

### 出場校
北海道・東北
- 北海道代表 室蘭大谷（3年連続3回目）
- 北奥羽代表 五戸（青森県 2年連続5回目）
- 西奥羽代表 秋田商（秋田県 2年連続16回目）
- 東北代表 仙台育英（宮城県 3年連続12回目）

関東
- 北関東代表 宇都宮学園（栃木県 8年ぶり3回目）
- 埼玉県代表 浦和市立（2年連続10回目）
- 東関東代表 習志野（千葉県 3年連続8回目）
- 東京都代表 帝京（3年連続8回目）
- 西関東代表 希望ヶ丘（神奈川県 初出場）

北信越・東海
- 信越代表 新潟明訓（新潟県 8年ぶり2回目）
- 北陸代表 富山工（富山県 2年ぶり2回目）
- 静岡県代表 藤枝東（2年ぶり15回目）
- 東海代表 四日市中央工（三重県 初出場）

近畿
- 京滋代表 嵯峨野（京都府 2年ぶり2回目）
- 大阪府代表 関西大倉（初出場）
- 兵庫県代表 神戸（6年ぶり22回目）
- 紀和代表 和歌山北（和歌山県 初出場）

中国
- 東中国代表 広島工（広島県 4年ぶり2回目）
- 西中国代表 浜田（島根県 13年ぶり2回目）

四国
- 南四国代表 徳島商（徳島県 3年連続16回目）
- 北四国代表 壬生川工（愛媛県 2年連続3回目）

九州
- 北九州代表 福岡商（福岡県 初出場）
- 東九州代表 大分工（大分県 2年連続3回目）
- 南九州代表 済々黌（熊本県 24年ぶり3回目）

## 試合

### 1回戦
- 徳島商 0 - 0 浜田（抽選で徳島商の勝利）
- 関西大倉 5 - 2 希望ヶ丘
- 新潟明訓 0 - 5 嵯峨野
- 仙台育英 1 - 0 宇都宮学園

- 神戸 2 - 1 広島工
- 五戸 6 - 0 済々黌
- 秋田商 1 - 0 四日市中央工
- 浦和市立 1 - 1 和歌山北（抽選で浦和市立の勝利）

### 2回戦
- 習志野 0 - 1 徳島商
- 関西大倉 1 - 1 室蘭大谷（抽選で関西大倉の勝利）
- 藤枝東 2 - 0 嵯峨野
- 仙台育英 0 - 2 福岡商

- 富山工 1 - 2 神戸
- 五戸 0 - 0 帝京（抽選で帝京の勝利）
- 大分工 2 - 0 秋田商
- 浦和市立 2 - 2 壬生川工（抽選で浦和市立の勝利）

### 準々決勝
- 徳島商 0 - 1 関西大倉
- 藤枝東 3 - 1 福岡商

- 神戸 0 - 0 帝京（抽選で帝京の勝利）
- 大分工 0 - 1 浦和市立

### 準決勝
- 関西大倉 1 - 2 藤枝東
- 帝京 0 - 1 浦和市立

### 3位決定戦
- 関西大倉 0 - 0 帝京（引き分け）

### 決勝
- 藤枝東 1 - 2 浦和市立